# Záborie
Záborie (in ungherese Zábor) è un comune della Slovacchia facente parte del distretto di Martin, nella regione di Žilina.
Diede i natali a Jonáš Záborský (1812-1876), scrittore, poeta e storico.